# Milada Sekyrková
Milada Sekyrková, roz. Špačková (5. února 1966, Domažlice), je česká historička, archivářka a vysokoškolská pedagožka.

## Život
Po maturitě na Gymnáziu J. Š. Baara v Domažlicích vystudovala Filozofickou fakultu Univerzity Karlovy v Praze, kde získala v roce 1988 titul PhDr. V letech 1988–1991 byla interní aspirantkou v Historickém ústavu Československé akademie věd.  Poté byla zaměstnaná v Archivu ČVUT, Archivu Národního technického muzea, ve Výzkumném centru pro dějiny vědy.  Od roku 2010 působí v Ústavu dějin Univerzity Karlovy a archiv Univerzity Karlovy, roku 2015 zahájila výuku na Katedře pomocných věd historických a archivního studia na Filozofické fakultě univerzity Karlovy. Je členkou řady vědeckých a redakčních rad.  
Odborně se zabývá dějinami novověku a vzdělání, novověkou diplomatikou a historiografií.

## Dílo (výběr)
- 7. 9. 1836. Ferdinand V. Poslední pražská korunovace. Praha 2004.
- Minerva 1890-1936: kronika prvního dívčího gymnázia v habsburské monarchii. Praha 2016.
- Odložilík, Otakar, Deníky z let 1924 – 1948, I-II, 1924 – 1939, 1939 – 1948, Praha 2002. (jako editorka)
- Univerzita jako úřad? Správní vývoj pražské univerzity od tereziánských reforem do roku 1950 a její písemnosti (s důrazem na období do roku 1850), Praha 2020.